# Karamé
Al-Karamé es un pueblo jordano cercano a la frontera jordano-palestina, el río Jordán y también a puente Allenby que se extiende entre Palestina y Jordania. El río Jordan define el límite con el territorio ocupado por Israel. El nombre del pueblo significa "el honor". 
En Karamé tuvo lugar la Batalla de Karamé entre Israel de un lado y militares palestinos y Fuerzas Armadas de Jordania del otro lado. Esta batalla es una de los más importantes hechos en la historia del Movimiento Nacional Palestino. 
En 1968, la ciudad servía como centro de operaciones políticas y militares del movimiento palestino Fatah. Las fuerzas militares israelíes entraron en la ciudad en busca de los jefes de este movimiento. La significación de esta batalla está sujeta a interpretaciones divergentes. 
Los seguidores de los palestinos la caracterizan como un evento en el que un ejército fuertemente armado y muy avanzado tecnológicamente como el israelí, fue rechazado y forzado a retirarse, sufriendo un golpe a su credibilidad y al mismo tiempo fortaleciendo la resistencia palestina contra Israel. Para los palestinos la batalla no es meramente una victoria sino un hecho de supervivencia a pesar de los abrumadores pronósticos que predecían su derrota; un hecho que ubicó a los palestinos de vuelta en el mapa político. 
Por el contrario, para los israelíes la batalla está caracterizada como una victoria en la cual se aniquilaron un gran número de enemigos comparado con las muertes de las fuerzas de ocupación israelíes. Los expertos neutrales al conflicto palestino-israelí expresaron una tercera opinión: la batalla fue un conflicto de limitada importancia elevada a proporciones míticas por ambos lados.
La Batalla de Karamé dio lugar a una serie de sucesos que condujeron al Septiembre Negro en Jordania, cuando el Rey Hussein ordenó al ejército jordano aplastar a las envalentonadas fuerzas palestinas.